# 2007年愛知県知事選挙
2007年愛知県知事選挙（2007ねんあいちけんちじせんきょ）では、2007年（平成19年）に実施された、愛知県知事を選出する選挙について記述する。

## 概要
現職知事の任期満了に伴い実施された選挙で、2007年（平成19年）1月18日に告示され、2月4日に投開票が行われた。
1999年（平成11年）より愛知県知事を務め三選を目指す現職の神田真秋（自民、公明推薦）に対し、石田芳弘（民主、社民、国民新推薦）、阿部精六（共産推薦）の2人が挑んだ。1975年（昭和50年）の知事選以来、32年ぶりに与野党の相乗りが崩壊し熾烈な選挙戦の結果、現職の神田が当選した。
与野党候補の対決とあって高い注目を集め、2007年1月28日に各紙が県民を対象に行った世論調査では、関心を持っていると回答した人が中日新聞の調査で76%、朝日新聞の調査で85%に及んだ。投票率は前回の38.91%から大幅に上昇し、52.11%にまで達した。知事選の投票率が50%を超えたのは、1979年（昭和54年）以来、28年ぶりだった。また全国的にも、同年4月の統一地方選挙や7月の参議院議員通常選挙の前哨戦ととらえられ、同日に投開票が行われた北九州市長選挙とともに注目を集めた。このほか、同年1月21日の宮崎県知事選挙で東国原英夫が当選したことや、1月27日に柳澤伯夫厚生労働大臣が「女性は子どもを産む機械」と発言した問題なども、選挙への関心を高めた。
イメージキャラクターは、中日ドラゴンズ監督の落合博満と女優の戸田恵梨香が務めた。

### 選挙データ
有権者数
- 5,691,795人（男性:2,833,768人、女性:2,858,036人） - 前回比162,098人増加[4]

投票者数
- 総投票者数
  - 2,965,835人（投票率:52.11%）
- 期日前投票者数
  - 345,651人（有権者に対する割合:6.03%）

同日選挙
- 小牧市長・小牧市議会議員補欠選挙

## 候補者の動向

### 候補者擁立の経緯
2006年（平成18年）4月中旬、自民党愛知県連会長代理の寺西学と公明党愛知県議団団長の鬼頭栄一らが会談し、愛知県知事の神田真秋の三選に向けた支持を取り付け、擁立に向けて動き出した。5月29日には、神田が副知事2人とともに寺西と会食した。会食では、県議が神田に自民党の中長期政策プラン『夢あいち21』の支持を条件に次期選挙の協力を申し出たが、神田は明言を避けた。寺西には、公明を固めることで県議会における主導権を握り、党内の水面下で進んでいた2005年日本国際博覧会協会事務総長の中村利雄や総務省官房審議官の御園慎一郎らを推す声を封じる目的があった。6月2日、神田は『夢あいち21』の実現検討を明言し出馬に意欲を示した。民主党は党本部の「相乗り原則禁止」の方針を受け、前回・前々回の選挙で支持した神田の推薦を白紙検討していることが伝えられた。一方、自民党愛知県連幹部は「与党、民主、公明と話し合った上で推薦を決めたい」として、相乗りに前向きな様子が伝えられた。
6月15日に名古屋入りした民主党の衆議院議員鳩山由紀夫は、記者会見で県連の相乗りに向けた動きをけん制した。6月9日、民主党は片桐清高県議団団長を団長とする神田県政を検証するチームを立ち上げた。また、7月2日の滋賀県知事選挙で自民・民主が相乗りした現職の國松善次を破り、社民推薦の嘉田由紀子が当選したことから、民主党内で独自候補擁立論が強まった。7月6日、民主党の検討チームは神田県政に対する評価を出し、「愛知のトップリーダーとしては独自のビジョンや政治的指導力に物足りなさを感じる」として、独自候補擁立に向けて動き出した。
8月4日、自民党は神田の擁立を決定した。一方の民主党では、求めるリーダー像に「強力な政治的指導力の発揮」を盛り込み、8月10日に片桐が独自候補の擁立を表明した。8月26日、民主党は近藤昭一愛知県連会長を会長とする選考委員会を設置し、独立候補擁立に向けて動き出した。同日夜に行われた第1回会合では、十数人の名前が候補として挙がったが、選考メンバーが中日新聞の取材に対して犬山市長の石田芳弘と総務省官房審議官の御園慎一郎の2人に絞り込まれていると話した。9月1日、元県議と石田が会談し、元県議側から「代表（小沢一郎民主党代表）は『候補者を一人に絞れ』と言っている」と打ち明けられ、出馬辞退を申し入れられた。9月4日、石田は片桐団長に電話し、民主党の推薦がなくても出馬すると伝え、翌日に犬山市役所で会見を開いて出馬を表明した。9月12日、県連は候補を石田に一本化し、同日午後、近藤県連会長が小沢代表に報告した。9月16日、民主党は正式に石田の擁立を決定した。9月21日、石田と民主党が正式に合意書を交わし、名古屋市内のホテルで正式に出馬表明がされた。一方、神田も9月22日の県議会で小林功議員（自民党）の質問に答える形で、正式に出馬を表明した。
神田と石田の一騎討ちの情勢になったことから、共産党などから構成される「革新県政の会」は石田との連携を模索し始めた。しかし、近藤民主党県連会長が「党の立場として共闘はありえない」として、連携を拒否した。石田側もこれに従って革新県政の会とは協議をせず、正式な連携ではなく勝手連的な応援を求めた。これを受けて、革新県政の会は11月30日に愛知県労働組合総連合労働相談センター所長の阿部精六の擁立を内定し、12月4日に正式に決定した。

### 支持政党・団体
神田に対しては、11月2日に自民党につづいて公明党が支持を表明した。一方の石田には、民主党のほか、12月2日に社民党が、国民新党が支持をし、国政と同じ対立構図ができあがった。
過去2度の知事選で神田に出馬要請をしてきた愛知県の市長協議会は、8月29日に会合を開いたが議論が紛糾し、神田への出馬要請を見送り、決定を役員会に一任することとした。役員会では、神田への出馬要請を推す会長の柴田紘一岡崎市長などに対し、自粛すべきという名古屋市の市長代理などの間で意見の応酬があったが、8月29日に全会一致で出馬要請の方針を固めた。また、名古屋商工会議所の箕浦宗吉会頭は、商工会議所の政治活動は禁止されているため、政治団体の名古屋商工連盟会長として発言し、神田支持を表明した。このほか、中部経済連合会など中部財界3団体も神田を支持し、最終的に約400の団体から推薦を取り付けた。
民主党の支持母体である「連合愛知」は、自民党愛知県議の経験がある石田支持に戸惑いを見せたが、最終的に支持を決定した。また、愛知県教員組合も石田を支持した。

## 争点
2005年の日本国際博覧会（愛・地球博）と中部国際空港開港という二大事業が終わり、その後の舵取り役を選ぶ選挙として位置づけられた。名古屋市都心の開発が盛んになり、トヨタ自動車の業績が好調だったことなどから、「元気な愛知」と呼ばれていた愛知県政をどのように導くかが注目された。神田真秋と石田芳弘の2人はマニフェストを発表し、愛知県知事選挙では初めてマニフェスト選挙が行われた。

## 選挙戦

### 各候補の選挙活動

#### 神田陣営
神田陣営では、2006年10月2日に選挙母体の「新世紀を創造する愛知県民の会」が、妹尾淑郎愛知県医師会会長を新会長に任命し、初めて選挙対策本部長のポストを新設した。12月11日、名古屋市中村区で事務所開きを行った。また、10月から知事の定例会見を着席型から起立型に替えた。神田は、11月初旬に県民有志と車座になって語り合う集会を開催する一方、11月28日に名古屋市内のホテルで2,000人余りを動員した政治資金パーティーを開いた。12月18日に「やろまい愛知・県民の会」が愛知県勤労会館で励ます会を開き、約1,400人が参加した。
2007年1月4日、自民党所属の安倍晋三首相は伊勢神宮参拝のために立ち寄った名古屋駅に滞在し、財界トップに支援を要請した。自民党総裁の地方選来援は異例のことだった。

#### 石田陣営
石田陣営は、2006年9月25日に後援団体「あゆち風ネットワーク」を立ち上げ、NPOメンバーや学生を中心とした市民派の選挙活動を展開した。10月31日、石田は犬山市に辞表を提出し、11月20日に市長を失職した。11月26日、名古屋市東区筒井で事務所開きを行った。また、民主党は東海ブロック（東海4県）の県連からなる選挙対策本部を立ち上げ、会長に岡田克也副代表を置いた。複数の県連による選対本部の立ち上げは初めてのことだった。
陣営では、イメージカラーの青色のハンカチを選挙グッズとして売り出した。同年の夏の甲子園で「ハンカチ王子」フィーバーが起きたことに着想を得たもので、ハンカチには石田の似顔絵をデザインし500円で販売、そのうち250円をネットワークへのカンパとした。また、毎週土日に事務所に「よろず相談所」を開き、県民から相談や要望を受けることとした。しかし、要望を聞くという形では公職選挙法の便宜供与に抵触するおそれがあったため、「政策ひろば」に名称をあらためて県民から意見を聞く場に改めた。「政策ひろば」は12月2日から開かれた。このほか、12月11日から17日まで名古屋市から田原市までの計画で全県を自転車で街宣したが、時間の都合で豊橋市向山町のショッピングセンター前でゴールした。また、1月1日から「あゆちの風ネットワーク」がマンガ版マニフェストを自費出版し、県内40の書店で2,000部を500円で販売した。
しかし、事務所内部から公職選挙法に違反しているのではないかという意見があり、マンガの在庫を回収した。

#### 阿部陣営
阿部陣営は、2006年12月16日に名古屋市中区富士見町で事務所開きした。また、12月22日に革新県政の会が主催する決起集会が開かれ、約600人が参加した。

### 討論会
2006年12月23日、「ローカルマニフェスト推進ネットワーク東海」などが主催する公開討論会が名古屋市公会堂で開かれた。阿部は立候補表明が遅かったために招かれず、神田と石田の2人での討論となった。
このほか、2007年1月13日に中日新聞の主催する討論会が名古屋市内のホテルで開かれた。討論会には、阿部を含めた3人が出席し、初めて候補者全員による討論が行われた。このほか、紙上討論会が計画されたものの、候補者同士の都合が合わず断念した。

### 告示後
知事選は2007年1月18日に告示された。中日新聞が1月21日に行った世論調査では、神田と石田が争い、阿部が追っているものの、42%が投票先を未定としていると報じた。さらに1月28日に行った調査では、神田がややリードし、石田が追い上げており、阿部は伸び悩んでいるが、40%の投票先が不透明とした。また、同日に行われた朝日新聞の調査でも神田がリードし、石田が追い上げていると報じた。
神田リードが報じられるなか、1月27日、柳澤伯夫厚生労働大臣の島根県松江市で開かれた集会での発言が「女性は子どもを産む機械」と発言したものだとして問題視され、国会が紛糾、さらに民主党などは愛知県知事選などでもこの件で攻勢を強めた。

## 選挙結果
※当日有権者数：5,691,795人 最終投票率：52.11%（前回比：13.20pts）
| 候補者名 | 年齢 | 所属党派 | 新旧別 | 得票数      | 得票率 | 推薦・支持             |
| -------- | ---- | -------- | ------ | ----------- | ------ | ---------------------- |
| 神田真秋 | 55   | 無所属   | 現     | 1,424,761票 | 47.9%  | 自民、公明推薦         |
| 石田芳弘 | 61   | 無所属   | 新     | 1,355,713票 | 45.7%  | 民主、社民、国民新推薦 |
| 阿部精六 | 67   | 無所属   | 新     | 160,827票   | 6.4%   | 共産推薦               |

| 市区町村       | 神田真秋  | 神田真秋 | 石田芳弘  | 石田芳弘 | 阿部精六 | 阿部精六 |
| 市区町村       | 得票      | %        | 得票      | %        | 得票     | %        |
| -------------- | --------- | -------- | --------- | -------- | -------- | -------- |
| 合計           | 1,424,761 | 48.44%   | 1,355,713 | 46.09%   | 160,827  | 5.47%    |
| 名古屋市千種区 | 24,515    | 42.68%   | 28,673    | 49.92%   | 4,252    | 7.40%    |
| 名古屋市東区   | 11,180    | 44.22%   | 12,674    | 50.13%   | 1,430    | 5.66%    |
| 名古屋市北区   | 28,311    | 45.85%   | 28,840    | 46.71%   | 4,592    | 7.44%    |
| 名古屋市西区   | 24,646    | 46.99%   | 24,747    | 47.18%   | 3,061    | 5.84%    |
| 名古屋市中村区 | 22,580    | 47.56%   | 22,041    | 46.42%   | 2,858    | 6.02%    |
| 名古屋市中区   | 9,938     | 45.13%   | 10,723    | 48.69%   | 1,361    | 6.18%    |
| 名古屋市昭和区 | 16,871    | 43.69%   | 19,147    | 49.58%   | 2,598    | 6.73%    |
| 名古屋市瑞穂区 | 18,495    | 45.11%   | 19,940    | 48.63%   | 2,569    | 6.27%    |
| 名古屋市熱田区 | 10,644    | 43.54%   | 11,653    | 47.67%   | 2,147    | 8.78%    |
| 名古屋市中川区 | 34,599    | 48.45%   | 32,034    | 44.86%   | 4,772    | 6.68%    |
| 名古屋市港区   | 22,393    | 48.19%   | 19,755    | 42.51%   | 4,324    | 9.30%    |
| 名古屋市南区   | 24,493    | 47.64%   | 22,748    | 44.24%   | 4,175    | 8.12%    |
| 名古屋市守山区 | 26,393    | 44.25%   | 29,026    | 48.66%   | 4,226    | 7.09%    |
| 名古屋市緑区   | 34,369    | 41.94%   | 41,131    | 50.19%   | 6,451    | 7.87%    |
| 名古屋市名東区 | 23,123    | 41.89%   | 28,290    | 51.25%   | 3,788    | 6.86%    |
| 名古屋市天白区 | 22,236    | 40.78%   | 27,920    | 51.20%   | 4,373    | 8.02%    |
| 豊橋市         | 65,085    | 47.11%   | 64,737    | 46.86%   | 8,324    | 6.03%    |
| 岡崎市         | 70,317    | 46.84%   | 72,975    | 48.61%   | 6,836    | 4.55%    |
| 一宮市         | 92,666    | 63.65%   | 47,818    | 32.84%   | 5,111    | 3.51%    |
| 瀬戸市         | 26,791    | 48.19%   | 25,167    | 45.27%   | 3,640    | 6.56%    |
| 半田市         | 20,756    | 47.79%   | 20,309    | 46.76%   | 2,367    | 5.45%    |
| 春日井市       | 51,898    | 44.10%   | 59,293    | 50.38%   | 6,502    | 5.52%    |
| 豊川市         | 29,974    | 50.55%   | 26,230    | 44.24%   | 3,091    | 5.21%    |
| 津島市         | 13,170    | 49.70%   | 11,955    | 45.12%   | 1,372    | 5.18%    |
| 碧南市         | 17,068    | 54.94%   | 12,429    | 40.00%   | 1,572    | 5.06%    |
| 刈谷市         | 28,359    | 45.82%   | 30,304    | 48.96%   | 3,231    | 5.22%    |
| 豊田市         | 96,503    | 47.93%   | 97,185    | 48.27%   | 7,643    | 3.80%    |
| 安城市         | 38,512    | 51.22%   | 33,471    | 44.52%   | 3,203    | 4.26%    |
| 西尾市         | 22,281    | 50.12%   | 20,116    | 45.25%   | 2,060    | 4.63%    |
| 蒲郡市         | 17,805    | 50.56%   | 15,789    | 44.84%   | 1,619    | 4.60%    |
| 犬山市         | 11,187    | 30.31%   | 24,083    | 65.24%   | 1,642    | 4.45%    |
| 常滑市         | 12,716    | 55.67%   | 9,041     | 39.58%   | 1,083    | 4.74%    |
| 江南市         | 21,190    | 47.86%   | 20,801    | 46.99%   | 2,280    | 5.15%    |
| 小牧市         | 27,835    | 44.66%   | 31,538    | 50.60%   | 2,958    | 4.75%    |
| 稲沢市         | 29,996    | 53.64%   | 23,425    | 41.89%   | 2,502    | 4.47%    |
| 新城市         | 16,389    | 56.90%   | 11,199    | 38.88%   | 1,217    | 4.22%    |
| 東海市         | 18,539    | 46.52%   | 19,205    | 48.20%   | 2,104    | 5.28%    |
| 大府市         | 16,136    | 45.41%   | 17,328    | 48.77%   | 2,067    | 5.82%    |
| 知多市         | 17,734    | 48.11%   | 17,342    | 47.05%   | 1,783    | 4.84%    |
| 知立市         | 13,706    | 49.13%   | 12,821    | 45.96%   | 1,372    | 4.92%    |
| 尾張旭市       | 15,167    | 45.70%   | 15,995    | 48.19%   | 2,029    | 6.11%    |
| 高浜市         | 8,954     | 51.10%   | 7,637     | 43.58%   | 932      | 5.32%    |
| 岩倉市         | 8,987     | 46.75%   | 8,870     | 46.15%   | 1,365    | 7.10%    |
| 豊明市         | 13,150    | 46.67%   | 13,488    | 47.87%   | 1,536    | 5.45%    |
| 日進市         | 15,005    | 45.41%   | 16,312    | 49.36%   | 1,730    | 5.23%    |
| 田原市         | 19,400    | 58.31%   | 12,612    | 37.91%   | 1,257    | 3.78%    |
| 愛西市         | 17,351    | 56.00%   | 12,170    | 39.28%   | 1,465    | 4.73%    |
| 清須市         | 12,103    | 50.39%   | 10,833    | 45.10%   | 1,084    | 4.51%    |
| 北名古屋市     | 15,772    | 49.29%   | 14,848    | 46.40%   | 1,379    | 4.31%    |
| 弥富市         | 9,958     | 56.04%   | 6,933     | 39.02%   | 879      | 4.95%    |
| 東郷町         | 7,645     | 44.74%   | 8,544     | 50.00%   | 899      | 5.26%    |
| 長久手町       | 8,288     | 46.29%   | 8,611     | 48.09%   | 1,007    | 5.62%    |
| 豊山町         | 2,919     | 52.79%   | 2,340     | 42.32%   | 270      | 4.88%    |
| 春日町         | 2,002     | 57.02%   | 1,375     | 39.16%   | 134      | 3.82%    |
| 大口町         | 4,693     | 44.98%   | 5,245     | 50.27%   | 495      | 4.74%    |
| 扶桑町         | 6,462     | 40.55%   | 8,717     | 54.70%   | 757      | 4.75%    |
| 七宝町         | 5,020     | 51.40%   | 4,314     | 44.17%   | 432      | 4.42%    |
| 美和町         | 5,224     | 50.62%   | 4,643     | 44.99%   | 454      | 4.40%    |
| 甚目寺町       | 6,994     | 50.37%   | 6,159     | 44.35%   | 733      | 5.28%    |
| 大治町         | 5,379     | 51.60%   | 4,581     | 43.95%   | 464      | 4.45%    |
| 蟹江町         | 7,341     | 49.54%   | 6,793     | 45.85%   | 683      | 4.61%    |
| 飛島村         | 1,795     | 70.72%   | 669       | 26.36%   | 74       | 2.92%    |
| 阿久比町       | 6,620     | 54.24%   | 4,881     | 40.00%   | 703      | 5.76%    |
| 東浦町         | 10,307    | 49.19%   | 9,414     | 44.92%   | 1,234    | 5.89%    |
| 南知多町       | 6,505     | 69.31%   | 2,548     | 27.15%   | 333      | 3.55%    |
| 美浜町         | 6,065     | 57.40%   | 3,946     | 37.34%   | 556      | 5.26%    |
| 武豊町         | 8,235     | 50.19%   | 7,278     | 44.36%   | 895      | 5.45%    |
| 一色町         | 7,213     | 59.13%   | 4,495     | 36.85%   | 491      | 4.02%    |
| 吉良町         | 7,083     | 59.91%   | 4,192     | 35.46%   | 547      | 4.63%    |
| 幡豆町         | 4,029     | 58.83%   | 2,548     | 37.21%   | 271      | 3.96%    |
| 三好町         | 11,741    | 46.22%   | 12,557    | 49.44%   | 1,102    | 4.34%    |
| 設楽町         | 2,953     | 66.49%   | 1,325     | 29.84%   | 163      | 3.67%    |
| 東栄町         | 2,024     | 70.30%   | 768       | 26.68%   | 87       | 3.02%    |
| 幸田町         | 8,856     | 53.49%   | 6,964     | 42.07%   | 735      | 4.44%    |
| 豊根村         | 815       | 75.46%   | 239       | 22.13%   | 26       | 2.41%    |
| 音羽町         | 2,408     | 50.54%   | 2,151     | 45.14%   | 206      | 4.32%    |
| 小坂井町       | 5,283     | 52.88%   | 4,143     | 41.47%   | 564      | 5.65%    |
| 御津町         | 3,616     | 54.89%   | 2,672     | 40.56%   | 300      | 4.55%    |

2007年2月4日、投票が行われ開票の結果、1,424,761票（得票率:47.9%）あまりを獲得した神田真秋が当選した。次点の石田芳弘は1,355,713票（得票率:45.7%）を獲得したが、神田には及ばなかった。
愛知県下63市町村中、神田は一宮市や豊橋市など県周辺部の46市町村で最多得票を得る一方、石田は名古屋市や豊田市、岡崎市など県央17市町で最多得票を得るにとどまった。名古屋市では神田44.8%に対して石田48%と、石田が2万5千票あまりリードしたが、神田は市部で7万票、郡部で2万5千票あまりリードしていた。一方で、阿部精六の得票は160,827票（得票率:6.4%）にとどまった。共産党系の候補としては歴史的敗退を喫し、1979年の知事選に独自候補を立てて以来初めて供託金を没収された。
朝日新聞の出口調査では、神田が自民党支持者の82%、公明党支持者の94%を固めたのに対し、石田は民主党支持者の85%を固め、共産党支持者の26%、公明党支持者の6%からも支持を取り付けた。また、世代別の投票先としては20代から50代までが石田が神田を上回る一方、60代から70代までは神田が石田を上回った。
また、1月28日の中日新聞の世論調査では、神田:石田が、男性では4:4の割合で拮抗していたのに対して、女性は5:2の割合で神田がリードしていたが、中日新聞の出口調査では52:41と石田が追い上げていたことが分かった。特に、無党派層では38:55と石田が逆転していた。このことから、柳澤発言の影響があったと考えられる。
また、同日に投開票が行われた北九州市長選挙では、民主党の推薦する北橋健治が自民党推薦の候補を破り初当選した。